# Wittmann
Wittmann – jednostka osadnicza w Stanach Zjednoczonych, w stanie Arizona, w hrabstwie Maricopa.